# King Biscuit Flower Hour Presents: Deep Purple in Concert
King Biscuit Flower Hour Presents: Deep Purple in Concert – album koncertowy zespołu Deep Purple oryginalnie nagrany dla King Biscuit Flower Hour (amerykańska audycja radiowa), wydany 27 lutego 1996.
Koncert zarejestrowany został w Springfield w styczniu 1976, jednak defekt taśmy spowodował, że materiał nie nadawał się do emisji radiowej. W związku z tym, miesiąc później, 27 lutego 1976 dokonano powtórnego nagrania w Long Beach Arena. Na CD wydano właśnie ten drugi koncert, do którego dodano kilka utworów bonusowych z pierwszego nagrania.
Europejskie i amerykańskie wersje mają różne opakowania, listy tytułów i ścieżki. Mogą też być dowolnie wymieszane. Amerykańskie opisy okładek są napisane przez Bruce'a Pilato i zawierają fragmenty wywiadu Glenna Hughesa, europejskie opisy okładek są napisane przez Simona Robinsona.
Informacja zamieszczona na tylnej okładce wydań europejskich mówi, że "Not Fade Away" jest włączony do "Highway Star" (wersja 2, ścieżka 14) podczas gdy w booklecie twierdzi się co innego. Booklet jest poprawny.

## Lista utworów

### wydanie europejskie
| 1.  | "Burn" (Blackmore/Hughes/Lord/Paice/Coverdale)                                                                  | 8:15    |
|     | |         |
| 2.  | "Lady Luck" (Cook/Coverdale)                                                                                    | 3:07    |
|     | |         |
| 3.  | "Getting tighter" (Bolin/Hughes)                                                                                | 13:54   |
|     | |         |
| 4.  | "Love child" (Bolin/Coverdale)                                                                                  | 5:35    |
|     | |         |
| 5.  | "Smoke on the water" (Blackmore/Gillan/Glover/Lord/Paice)                                                       | 9:16    |
|     | - Zawiera "Georgia On My Mind".                                                                                 |         |
| 6.  | "Lazy" (Blackmore/Gillan/Glover/Lord/Paice)                                                                     | 17:03   |
|     | |         |
| 7.  | "The grind" (Bolin/Sheldon/Tesar)                                                                               | 5:52    |
|     | - To nie jest "The Grind", a "Homeward Strut"                                                                   |         |
| 8.  | "This time around" (Hughes/Lord)                                                                                | 7:16    |
|     | |         |
| 9.  | "Tommy Bolin guitar solo" (Bolin)                                                                               | 10:30   |
|     | |         |
| 10. | "Stormbringer" (Blackmore/Coverdale)                                                                            | 9:51    |
|     | |         |
| 11. | "Highway star" (wersja 1) (Blackmore/Gillan/Glover/Lord/Paice)                                                  | 8:18    |
|     | - Zawiera "Not Fade Away".                                                                                      |         |
| 12. | "Smoke on the water" (Blackmore/Gillan/Glover/Lord/Paice)                                                       | 9:31    |
|     | - Zawiera "Georgia On My Mind". Zarejestrowane w styczniu w Springfield.                                        |         |
| 13. | "Going down" (Nix)                                                                                              | 7:25    |
|     | - wersja amerykańska twierdzi, że jest zarejestrowane w Springfield ale wersja europejska nic takiego nie mówi. |         |
| 14. | "Highway star" (wersja 2)                                                                                       | 6:22    |
|     | - Nie zawiera "Not Fade Away" jak napisano na tylnej okładce. Zarejestrowane w styczniu w Springfield.          |         |
|     | | 2:02:15 |
|     | |         |

### wydanie amerykańskie
| 1.  | "Burn" (Blackmore/Hughes/Lord/Paice/Coverdale)                                                                                  | 8:15    |
|     | |         |
| 2.  | "Lady Luck" (Cook/Coverdale) | 3:13    |
|     | |         |
| 3.  | "Getting tight" (Bolin/Hughes)                                                                                                  | 13:42   |
|     | |         |
| 4.  | "Love child" (Bolin/Coverdale)                                                                                                  | 5:49    |
|     | |         |
| 5.  | Składanka | 8:59    |
|     | - "Smoke on the water" (Blackmore/Gillan/Glover/Lord/Paice) - "Georgia on my mind" (Charmichael/Stuart)                         |         |
| 6.  | Składanka | 22:29   |
|     | - "Lazy" (Blackmore/Gillan/Glover/Lord/Paice) - "The grind" (Bolin/Sheldon/Tesar) - To nie jest "The Grind", a "Homeward Strut" |         |
| 7.  | "This time around" (Hughes/Lord)                                                                                                | 7:05    |
|     | |         |
| 8.  | "Tomy Bolin (guitar solo)" (Bolin)                                                                                              | 10:32   |
|     | - Tommy zapisane jako Tomy. |         |
| 9.  | "Stormbringer" (Blackmore/Coverdale)                                                                                            | 10:27   |
|     | |         |
| 10. | Składanka | 7:16    |
|     | - "Highway star" (Blackmore/Gillan/Glover/Lord/Paice) - "Not Fade Away" (Petty/Hardin) Bonus                                    |         |
| 11. | "I'm going down" (Nix) | 7:30    |
|     | - Zarejestrowane w styczniu w Springfield.                                                                                      |         |
| 12. | "Highway star" (Blackmore/Gillan/Glover/Lord/Paice)                                                                             | 5:34    |
|     | - Zarejestrowane w styczniu w Springfield.                                                                                      |         |
| 13. | "Smoke on the water" (Blackmore/Gillan/Glover/Lord/Paice)                                                                       | 6:44    |
|     | - Zarejestrowane w styczniu w Springfield.                                                                                      |         |
| 14. | "Georgia on my mind" (Charmichael/Stuart)                                                                                       | 2:50    |
|     | - Zarejestrowane w styczniu w Springfield.                                                                                      |         |
|     | | 2:00:25 |
|     | |         |

## Wykonawcy
- Tommy Bolin – gitara, śpiew.
- David Coverdale – śpiew.
- Glenn Hughes – gitara basowa, śpiew.
- Jon Lord – instrumenty klawiszowe, organy, syntezatory, śpiew towarzyszący.
- Ian Paice – perkusja, instrumenty perkusyjne.